# Susanna Hoffs
Susanna Lee Hoffs, född 17 januari 1959 i Los Angeles, Kalifornien, är en amerikansk sångerska och gitarrist. Hon var medlem av rockgruppen The Bangles 1981–1989 samt från gruppens återförening 1998. 

## Biografi
Under tonåren studerade Hoffs för att bli balettdansös.
Hoffs är en av musikerna i The Bangles. Hennes första soloalbum som kom ut 1991, When You're a Boy, innehåller sånger skrivna av bland andra Diane Warren och Cyndi Lauper. Låtarna "My Side of the Bed" och "Unconditional Love" är särskilt nämnvärda. 
Hennes självbetitlade andra soloalbum (1996) syntes inte mycket på listorna, men den fick avsevärt bättre kritik än hennes debut från 1991.
År 1998 återförenades The Bangles, fick en hit och producerade ett album samt åkte på turné. Fler turnéer följde samt ett nytt album 2011.
År 2012 kom Hoffs tredje soloalbum, Someday.

## Diskografi
Soloalbum
- When You're a Boy (1991)
- Susanna Hoffs (1996)
- Someday (2012)

Singlar (urval)
- "My Side Of The Bed" (1990)
- "Unconditional Love" (1991)
- "Only Love" (1991)
- "All I Want" (1996)

EPs
- Beekeeper's Blues (1996)
- Some Summer Days (2012)

Tillsammans med Matthew Sweet
- The Pillowcase (EP) (2006)
- Under The Covers Vol. 1 (album) (2006)
- Under The Covers Vol. 2 (album) (2009)